# Servants Anonymous Society
 (avril 2021).
Pour les articles homonymes, voir SAS.
La Servants Anonymous Society (SAS) est une organisation de femmes qui aide les jeunes femmes à sortir de l'industrie du sexe et à éviter l'esclavage sexuel.

## Actions
La SAS offre à ces femmes une éducation axée sur les compétences de la vie courante et des maisons sûres dans lesquelles elles peuvent vivre. L'une des compétences enseignées par SAS est de savoir comment préparer un budget. La SAS s'associe à Sex Trade 101.
En 2008 et 2009, il y a eu des ventes de livres à Calgary, en Alberta, au profit de la SAS et de Canwest Raise-a-Reader. En juillet 2011, l'ambulancier paramédical Will Rogers a effectué une course de fond sur une distance de 1 000 km afin de recueillir des fonds pour la section de la SAS de Surrey, en Colombie-Britannique. En décembre, la section de Surrey a reçu un prix de 20 000 $ lors de la cérémonie de remise des prix d'excellence organisée par la Fondation William H. Donner. En 2013, il y a eu une collecte de fonds intitulée « Cri des rues: une soirée pour la liberté » qui a permis de collecter des fonds pour le Servants Anonymous Facilitates Exit, un refuge pour femmes qui cherchent à quitter l'industrie du sexe.